# Europarlamentari pentru Franța 2004-2009
Această listă este o listă a membrilor Parlamentul European pentru Franța în sesiunea 2004 - 2009 .
| Nume                      | Regiune                 | Partid                             | Grup                                              |
| ------------------------- | ----------------------- | ---------------------------------- | ------------------------------------------------- |
| Kader Arif                | Sud-Ouest               | Partidul Socialist                 | Partidul Socialiștilor Europeni                   |
| Marie-Hélène Aubert       | Ouest                   | Verzii                             | Grupul Verzilor - Alianța Liberă Europeană        |
| Jean-Pierre Audy          | Massif central - Centre | Uniunea pentru o Mișcare Populară  | Partidul Popular European                         |
| Roselyne Bachelot-Narquin | Ouest                   | Uniunea pentru o Mișcare Populară  | Partidul Popular European                         |
| Jean Marie Beaupuy        | Est                     | Uniunea pentru Democrația Franceză | Alianța Liberalilor și Democraților pentru Europa |
| Jean-Luc Bennahmias       | Sud-Est                 | Verzii                             | Grupul Verzilor - Alianța Liberă Europeană        |
| Pervenche Berès           | Île-de-France           | Partidul Socialist                 | Partidul Socialiștilor Europeni                   |
| Guy Bono                  | Sud-Est                 | Partidul Socialist                 | Partidul Socialiștilor Europeni                   |
| Jean-Louis Bourlanges     | Nord-Ouest              | Uniunea pentru Democrația Franceză | Alianța Liberalilor și Democraților pentru Europa |
| Bernadette Bourzai        | Massif central - Centre | Partidul Socialist                 | Partidul Socialiștilor Europeni                   |
| Marie-Arlette Carlotti    | Sud-Est                 | Partidul Socialist                 | Partidul Socialiștilor Europeni                   |
| Françoise Castex          | Sud-Ouest               | Partidul Socialist                 | Partidul Socialiștilor Europeni                   |
| Jean-Marie Cavada         | Sud-Ouest               | Uniunea pentru Democrația Franceză | Alianța Liberalilor și Democraților pentru Europa |
| Thierry Cornillet         | Sud-Est                 | Uniunea pentru Democrația Franceză | Alianța Liberalilor și Democraților pentru Europa |
| Jean-Louis Cottigny       | Nord-Ouest              | Partidul Socialist                 | Partidul Socialiștilor Europeni                   |
| Paul-Marie Coûteaux       | Île-de-France           | Mișcarea pentru Franța             | Independență și Democrație                        |
| Joseph Daul               | Est                     | Uniunea pentru o Mișcare Populară  | Partidul Popular European                         |
| Marielle de Sarnez        | Île-de-France           | Uniunea pentru Democrația Franceză | Alianța Liberalilor și Democraților pentru Europa |
| Christine de Veyrac       | Sud-Ouest               | Uniunea pentru o Mișcare Populară  | Partidul Popular European                         |
| Philippe de Villiers      | Ouest                   | Mișcarea pentru Franța             | Independență și Democrație                        |
| Marie-Hélène Descamps     | Massif central - Centre | Uniunea pentru o Mișcare Populară  | Partidul Popular European                         |
| Harlem Désir              | Île-de-France           | Partidul Socialist                 | Partidul Socialiștilor Europeni                   |
| Brigitte Douay            | Nord-Ouest              | Partidul Socialist                 | Partidul Socialiștilor Europeni                   |
| Anne Ferreira             | Île-de-France           | Partidul Socialist                 | Partidul Socialiștilor Europeni                   |
| Hélène Flautre            | Nord-Ouest              | Verzii                             | Grupul Verzilor - Alianța Liberă Europeană        |
| Nicole Fontaine           | Île-de-France           | Uniunea pentru o Mișcare Populară  | Partidul Popular European                         |
| Janelly Fourtou           | Massif central - Centre | Uniunea pentru Democrația Franceză | Alianța Liberalilor și Democraților pentru Europa |
| Jean-Claude Fruteau       | outre-mer               | Partidul Socialist                 | Partidul Socialiștilor Europeni                   |
| Patrick Gaubert           | Île-de-France           | Uniunea pentru o Mișcare Populară  | Partidul Popular European                         |
| Jean-Paul Gauzès          | Nord-Ouest              | Uniunea pentru o Mișcare Populară  | Partidul Popular European                         |
| Claire Gibault            | Sud-Est                 | Uniunea pentru Democrația Franceză | Alianța Liberalilor și Democraților pentru Europa |
| Bruno Gollnisch           | Est                     | Frontul Național                   | Neafiliați                                        |
| Natalie Griesbeck         | Est                     | Uniunea pentru Democrația Franceză | Alianța Liberalilor și Democraților pentru Europa |
| Françoise Grossetête      | Sud-Est                 | Uniunea pentru o Mișcare Populară  | Partidul Popular European                         |
| Ambroise Guellec          | Ouest                   | Uniunea pentru o Mișcare Populară  | Partidul Popular European                         |
| Catherine Guy-Quint       | Massif central - Centre | Partidul Socialist                 | Partidul Socialiștilor Europeni                   |
| Benoît Hamon              | Est                     | Partidul Socialist                 | Partidul Socialiștilor Europeni                   |
| Adeline Hazan             | Est                     | Partidul Socialist                 | Partidul Socialiștilor Europeni                   |
| Jacky Henin               | Nord-Ouest              | Partidul Comunist Francez          | Stânga Unită Europeană - Stânga Verde Nordică     |
| Brice Hortefeux           | Massif central - Centre | Uniunea pentru o Mișcare Populară  | Partidul Popular European                         |
| Marie-Anne Isler-Béguin   | Est                     | Verzii                             | Grupul Verzilor - Alianța Liberă Europeană        |
| André Laignel             | Massif central - Centre | Partidul Socialist                 | Partidul Socialiștilor Europeni                   |
| Alain Lamassoure          | Sud-Ouest               | Uniunea pentru o Mișcare Populară  | Partidul Popular European                         |
| Carl Lang                 | Nord-Ouest              | Frontul Național                   | Neafiliați                                        |
| Anne Laperrouze           | Sud-Ouest               | Uniunea pentru Democrația Franceză | Alianța Liberalilor și Democraților pentru Europa |
| Stéphane Le Foll          | Ouest                   | Partidul Socialist                 | Partidul Socialiștilor Europeni                   |
| Jean-Marie Le Pen         | Sud-Est                 | Frontul Național                   | Neafiliați                                        |
| Marine Le Pen             | Île-de-France           | Frontul Național                   | Neafiliați                                        |
| Fernand Le Rachinel       | Nord-Ouest              | Frontul Național                   | Neafiliați - from 22 October, 2004                |
| Bernard Lehideux          | Île-de-France           | Uniunea pentru Democrația Franceză | Alianța Liberalilor și Democraților pentru Europa |
| Marie-Noëlle Lienemann    | Nord-Ouest              | Partidul Socialist                 | Partidul Socialiștilor Europeni                   |
| Alain Lipietz             | Île-de-France           | Verzii                             | Grupul Verzilor - Alianța Liberă Europeană        |
| Patrick Louis             | Sud-Est                 | Mișcarea pentru Franța             | Independență și Democrație                        |
| Jean-Claude Martinez      | Sud-Ouest               | Frontul Național                   | Neafiliați                                        |
| Véronique Mathieu         | Est                     | Uniunea pentru o Mișcare Populară  | Partidul Popular European                         |
| Philippe Morillon         | Ouest                   | Uniunea pentru Democrația Franceză | Alianța Liberalilor și Democraților pentru Europa |
| Pierre Moscovici          | Est                     | Partidul Socialist                 | Partidul Socialiștilor Europeni                   |
| Robert Navarro            | Sud-Ouest               | Partidul Socialist                 | Partidul Socialiștilor Europeni                   |
| Gérard Onesta             | Sud-Ouest               | Verzii                             | Grupul Verzilor - Alianța Liberă Europeană        |
| Béatrice Patrie           | Sud-Ouest               | Partidul Socialist                 | Partidul Socialiștilor Europeni                   |
| Vincent Peillon           | Nord-Ouest              | Partidul Socialist                 | Partidul Socialiștilor Europeni                   |
| Bernard Poignant          | Ouest                   | Partidul Socialist                 | Partidul Socialiștilor Europeni                   |
| Marie-Line Reynaud        | Ouest                   | Partidul Socialist                 | Partidul Socialiștilor Europeni                   |
| Michel Rocard             | Sud-Est                 | Partidul Socialist                 | Partidul Socialiștilor Europeni                   |
| Martine Roure             | Sud-Est                 | Partidul Socialist                 | Partidul Socialiștilor Europeni                   |
| Tokia Saïfi               | Nord-Ouest              | Uniunea pentru o Mișcare Populară  | Partidul Popular European                         |
| Gilles Savary             | Île-de-France           | Partidul Socialist                 | Partidul Socialiștilor Europeni                   |
| Pierre Schapira           | Île-de-France           | Partidul Socialist                 | Partidul Socialiștilor Europeni                   |
| Lydia Schenardi           | Sud-Est                 | Frontul Național                   | Neafiliați                                        |
| Chantal Simonot           | Nord-Ouest              | Frontul Național                   | Neafiliați - until 1 October, 2004                |
| Margie Sudre              | outre-mer               | Uniunea pentru o Mișcare Populară  | Partidul Popular European                         |
| Jacques Toubon            | Île-de-France           | Uniunea pentru o Mișcare Populară  | Partidul Popular European                         |
| Catherine Trautmann       | Est                     | Partidul Socialist                 | Partidul Socialiștilor Europeni                   |
| Ari Vatanen               | Sud-Est                 | Uniunea pentru o Mișcare Populară  | Partidul Popular European                         |
| Yannick Vaugrenard        | Ouest                   | Partidul Socialist                 | Partidul Socialiștilor Europeni                   |
| Paul Verges               | outre-mer               | Partidul Comunist Francez          | Stânga Unită Europeană - Stânga Verde Nordică     |
| Bernadette Vergnaud       | Ouest                   | Partidul Socialist                 | Partidul Socialiștilor Europeni                   |
| Dominique Vlasto          | Sud-Est                 | Uniunea pentru o Mișcare Populară  | Partidul Popular European                         |
| Henri Weber               | Nord-Ouest              | Partidul Socialist                 | Partidul Socialiștilor Europeni                   |
| Francis Wurtz             | Île-de-France           | Partidul Comunist Francez          | Stânga Unită Europeană - Stânga Verde Nordică     |